# Helmut Kissel
Helmut Kissel (* 20. Juni 1929 in Mannheim) ist ein baptistischer Geistlicher, Kunstmaler und Buchillustrator.

## Leben
Helmut Kissel ist Sohn des Ehepaares Herbert und Gertrud Kissel. Sein Vater war Architekt und Apotheker sowie zeitweilig auch Bürgermeister von Aglasterhausen; seine Mutter, eine geborene Gerichten, war ebenfalls Apothekerin. Früh befasste sich Helmut Kissel mit der Malerei. Als Jugendlicher fertigte er erste kleinere Werke an, darunter Aquarelle und Zeichnungen. Wichtige Impulse gaben ihm dabei die Ausstellungen der Kunsthalle Mannheim, die er bereits als Elfjähriger besuchte. Besonders beeindruckten ihn dort die Bilder der feministischen Malerin Hanna Nagel (1907–1975), Oskar Kokoschkas, Karl Hofers und James Ensors.
Im Jahr 1949 absolvierte Kissel die Reifeprüfung. Entgegen seiner ursprünglichen Absicht, Kunst zu studieren, entschied er sich aufgrund einer besonderen Glaubenserfahrung für ein Studium der Evangelischen Theologie an der Berliner Humboldt-Universität, wo er unter anderem Vorlesungen bei Martin Niemöller besuchte. Nebenher blieb Kissel der Kunst verbunden. In der Zeit seines Berliner Studiums entstanden zahlreiche Zeichnungen, Ölbilder und Aquarelle. Begleitet wurde er dabei von Walter Eimer (1899–1983), einem Gustav Wolf-Schüler und Mitglied der Darmstädter Sezession.
Nach Abschluss seines Theologiestudiums 1956 wechselte Kissel an die Münchner Akademie der Bildenden Künste. Bei den weihnachtlichen Malwettbewerben der Ausbildungsstätte erhielt er in den Jahren 1958 bis 1962 eine Reihe von Auszeichnungen. Zudem gewann er 1961 den zweiten Akademiepreis. Von 1960 bis 1963 war er Meisterschüler bei Hermann Kaspar. Er verfügte innerhalb der Akademie über ein eigenes Atelier. Für Modelle und Studien wurde ihm durch das Land Bayern ein Stipendium gewährt. Kissel beschäftigte sich in dieser Phase seines künstlerischen Schaffens vor allem mit Radierungen und Federzeichnungen. Inhaltlich ging es dabei vor allem um zeitkritische Themen.
Im Jahr 1963 trat er seine Kissel seine erste Pastorenstelle in der Jeveraner Baptistengemeinde an und betreute von dort aus auch die Auricher Baptistengemeinde. In dieser Zeit beschäftigte es sich vor allem mit Linoldrucken und später mit Farblinoldrucken. Gleichzeitig entstanden Ölbilder mit friesländischen Motiven.
1968 wechselte Kissel nach Soest; er war dort ab 1971 am Zusammenschluss der Baptistengemeinde und der Freien evangelischen Gemeinde maßgeblich beteiligt. Die vereinigte Gemeinde trägt seitdem den Namen Freikirchliche evangelische Gemeinde und gehört sowohl dem Bund Evangelisch-Freikirchlicher Gemeinden als auch dem Bund Freier evangelischer Gemeinden an. In künstlerischer Hinsicht wandte er sich in diesem Zeitraum verstärkt der Ölmalerei zu. Dabei entdeckte er für sich das sogenannte „Soester Grün“. Es wurde in dieser Phase seines künstlerischen Schaffens zur dominierenden Farbe, insbesondere bei den Bildern, die sich mit Architektur befassen.
Im Jahr 1976 folgte Helmut Kissel einer Berufung der Baptistengemeinde Gießen. In dieser Zeit entstanden unter anderem für die Freie Theologische Hochschule Gießen erste Monumentalmalereien. Nach acht Jahren wechselte er an seinen letzten Dienstort, die Bad Tölzer Baptistengemeinde. Dort widmete er sich in seiner Freizeit wieder stärker der Ölmalerei. Es entstanden auch zahlreiche Aquarelle sowie Holzschnitte und Zeichnungen, zu denen er auf seinen Reisen und bei seinen Bergwanderungen inspiriert wurde.
Nach seiner Pensionierung 1993 schuf Kissel mehrere Bilder-Zyklen zu biblischen Themen, die in Kirchen und Gemeindezentren ausgestellt wurden. Auch entstanden von 1999 bis 2011 mehrere Monumentalbilder in Berlin und Hessen. Nach 1999 betätigte er sich auch als Buchillustrator.
Das künstlerische Lebenswerk Helmut Kissels wurde 2019 mit einer „großen Retrospektive“ gewürdigt. Er lebt und arbeitet bis heute in Bad Tölz.
Helmut Kissel heiratete 1963 Rita von Linprun. Sie verstarb 2001. Aus der Ehe gingen fünf Söhne hervor. Seit 2004 ist er in zweiter Ehe mit Ingrid Ott verheiratet.

## Werk (Auswahl)
Monumentalgemälde
- 1999: Wandgemälde (120 m²) in der Baptistenkirche Berlin-Wedding[1]
- 2009: Wandgemälde (80 m²) in der Baptistenkirche Berlin-Charlottenburg[12]
- 2011: Altarbild in der Stadtmission Grünberg (Hessen)

Bilderzyklen
- Bilder-Zyklus zum Ersten Buch Mose / Genesis (30 Werke; 1996/97)
- Bilder-Zyklus Dekalog (25 Werke; 2001)[13]
- Bilder-Zyklus zu den Ich-bin-Worten Jesu (10 Werke; 2002)

Ausstellungen (Auswahl)
- 2000 im Kloster Benediktbeuern
- 2003 in der Bamberger Erlöserkirche (Bilder-Zyklus Dekalog)
- 2003 Kloster Astori in Mogliano Veneto, Italien
- 2003 in der Freien evangelischen Gemeinde Brühl (Bibel im Bild)[14]
- 2014 in der Evangelisch-Freikirchlichen Christuskirche Geretsried; thematisch ging es um das Gedenken an den Mauerfall: „Eine Revolution ohne Blutvergießen“.[15]
- 2019 im Kloster Benediktbeuern: Faszination Bibel. Große Retrospektive zum 90. Geburtstag des Bad Tölzer Künstlers Helmut Kissel[16]

## Veröffentlichungen (Auswahl)
- Buchillustration zu Gott sah zufrieden alles an von Cara-Marie Burmeister. Oncken-Verlag, Wuppertal/Kassel 1999, ISBN 978-3-7893-7251-3
- Buchillustration zu Engel auf Erden von Albrecht Gralle. Oncken-Verlag, Wuppertal/Kassel 1999, ISBN 3-7893-8024-5.
- Buchillustration zu Die Geschichte einer Landgemeinde von Otto Kissel. Geiger-Verlag, Herbstein 2000, ISBN 978-3-89570-641-7.
- Buchillustration zu Psalmen. Übertragungen und Meditationen von Hans Stapperfenne. WDL-Verlag, Berlin/Hamburg 2000, ISBN 978-3-932356-26-1
- Kuriose Geschichten aus dem Leben mit Gott. WDL-Verlag, Berlin/Hamburg 2006, ISBN 978-3-86682-101-9.